# Alonso Quesada
Rafael Romero Quesada, conegut com a Alonso Quesada (Las Palmes de Gran Canaria, 5 de desembre de 1886 - † Las Palmas de Gran Canaria, 4 de novembre de 1925), poeta, narrador i autor dramàtic, Alonso Quesada va conrear tots els gèneres literaris en els quals va deixar constància de la seva amargor existencial i de la seva profunda ironia.
És una de les màximes figures del modernisme poètic canari al costat dels seus amics Saulo Torón i Tomás Morales. Va deixar inèdita la major part de la seva obra, posteriorment publicades pel Gabinet Literari de Las Palmas de Gran Canaria.

## Obres
- El lino de los sueños tuitikguko
- Crónicas de el dia y de la noche (1919)
- La Umbría (1922)

Obres publicades després de la seva mort:
- Los caminos dispersos (1944)
- Lunar (1950)
- Smoking Room (1972)
- Las inquietudes del Hall (1975)
- Insulario (1982)
- Memoranda (1982)